# Arnadí
L'arnadí o carabassa santa és un dolç valencià d'origen àrab que es fa de carabassa i/o moniato cuits al forn, escorreguts després i pastats amb sucre, canella, ametles i pinyons i tornat a rossejar al forn tradicionalment en cassoles de fang.
Anomenat caramull a Tavernes de la Valldigna, és molt comú a la regió de les Comarques Centrals, sobretot al sud de la Ribera del Xúquer i la Costera i especialment a la ciutat de Xàtiva, d'on sembla originari. Tradicionalment, en aquesta ciutat es menja per Setmana Santa.